# تغير المناخ في السعودية

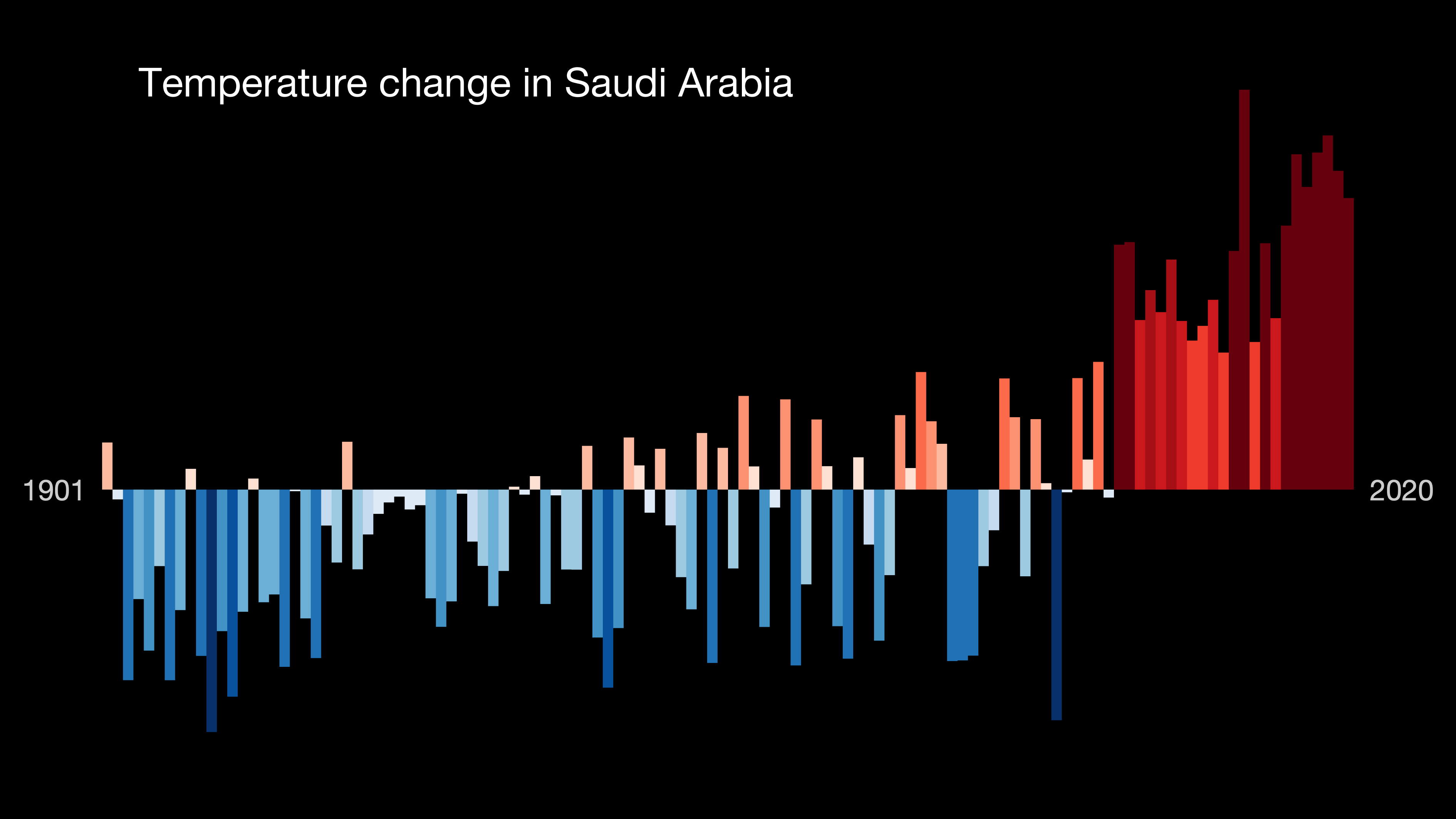
تغير درجة الحرارة في المملكة العربية السعودية (1901–2020)

إن برنامج التكيف الوطني للتغير في العمل هو له تأثيرات كبيرة ومتنوعة، مثل ارتفاع درجات الحرارة، وانخفاض هطول الأمطار وارتفاع مستوى سطح البحر على بيئة ومجتمع والاقتصاد في المملكة العربية السعودية. الصناعات الزراعية والصيد والسياحة. المملكة العربية السعودية هي رابع أكبر مستهلك للنفط في العالم، حتى لو كان أكبر 20 اقتصادًا و41 أكبر من السكان.
تقع المملكة العربية السعودية في منطقة الخليج العربي في غرب آسيا. تشكل المملكة العربية السعودية حوالي أربعة أخماس (80%) من مساحة شبه الجزيرة العربية. يحدها من الغرب البحر الأحمر، ومن الشرق الخليج العربي. حوالي ثلثي مساحة البلاد عبارة عن سهوب وجبال قاحلة. معظم الأراضي المتبقية عبارة عن صحراء رملية. من المرجح أن يكون لتغير المناخ آثار سلبية على النظم البيئية الحساسة وخاصة بسبب التأثيرات على عمليات التصحر. بين عامي 2007 و2021، شهدت المملكة العربية السعودية زيادة في عدد سكانها بأكثر من 40% من 25.18 مليون إلى 35.45 مليون نسمة، واستمرت في النمو إلى 36.5 مليون في عام 2023. من المرجح أن يؤدي زيادة عدد السكان إلى زيادة الطلب على الطاقة، وبالتالي زيادة انبعاثات الغازات المسببة للاحتباس الحراري.
لقد تعهدت المملكة العربية السعودية بتعهدات لتصبح صفرًا، بالإضافة إلى تحقيق أهداف أخرى للطاقة النظيفة. لقد أعرب العلماء عن شكوكه حول تعهدات المناخ السعودي بسبب سجل النظام السعودي لعدم الامتثال لأهدافه المناخية السابقة والاعتماد الكبير على الاقتصاد السعودي على الوقود الأحفوري. وقعت المملكة العربية السعودية وصدقت على معاهدة باريس. في عام 2021، قامت بتحديث أول مساهماتها المحددة على المستوى الوطني، مع التركيز على التنويع الاقتصادي لاقتصادها، مما يقلل وتجنب انبعاثات غازات الدفيئة (GHGs). يمكن أن تكون الجهود المبذولة لتقليل مدى تغير المناخ مشكلة في قطاع النفط والغاز في اقتصادها بالنظر إلى أن الوقود الأحفوري ينتج أكثر من 70% من إجمالي انبعاثات غازات الدفيئة في العالم، مما يقلل من استخدامها الأولوية الدولية.

## انبعاثات غازات الدفيئة
تسيطر المملكة العربية السعودية على حوالي 18% من إجمالي احتياطيات البترول المعروفة في العالم وهي أكبر مصدر للزيت. تعد المملكة العربية السعودية أيضًا واحدة من أكبر مستخدمي الوقود الأحفوري لاقتصادها: في عام 2017، استخدمت في المتوسط 3328،000 برميل يوميًا، حيث احتلت المركز السادس في الاستخدام العالمي للوقود. كان أيضًا في قائمة استخدام الكهرباء مع 295 مليار كيلو واط في الساعة، مما يجعلها في المركز الثالث عشر في العالم. يتم إنتاج غالبية انبعاثات غازات الدفيئة في المملكة العربية السعودية من خلال قطاعات الكهرباء والنقل والتصنيع. في عام 2019، كانت انبعاثات ثاني أكسيد الكربون 559.6 مليون طن. نظرًا لزيادة عدد سكانها المتزايدة بسرعة والتي يرافقها زيادة الطلب على الكهرباء وتوسيع قطاع الصناعات التحويلية، فإن الطلب على الطاقة مستمر في الارتفاع ومعه انبعاثات غازات الدفيئة. في الواقع، ارتفع الناتج المحلي الإجمالي في البلاد بحوالي 45% وارتفعت الكهرباء المستخدمة بالفرد بنسبة 1.378 ميجاوات، مما ساهم بشكل أكبر في انبعاثاتها.

## الآثار على البيئة الطبيعية

### تغيرات درجة الحرارة والطقس
من عام 1979 إلى عام 2019، شهدت المملكة العربية السعودية زيادة متوسط درجة الحرارة بمقدار 2.1 درجة مئوية وهو ما يقرب من ثلاث مرات أكثر من متوسط العالم. كانت الزيادة أكثر دراماتيكية في أشهر الصيف حيث زاد متوسط درجة الحرارة بمقدار 2.5 درجة مئوية. بسبب تغير المناخ، كان هناك ارتفاع عالمي في الأحداث الجوية القاسية مثل سجلات الحرارة القياسية في صيف عام 2010. وخلال هذه الفترة، شهدت مدينة جدة السعودية في جدة تصل إلى 52 درجة مئوية، مما تسبب في إغلاق ثمانية من محطات الطاقة في البلاد مع مدن متعددة تعاني من انقطاع التيار الكهربائي. تؤثر الزيادة الكلية في درجة الحرارة بشكل غير متناسب على البلاد وتعتمد على المواسم. على سبيل المثال، شهدت رأس المال في البلاد، زيادات في متوسط درجة حرارة الصيف بمقدار 0.067 درجة مئوية في السنة بين عامي 2009 و 2013 بينما زادت متوسطات الشتاء بمقدار 0.056 درجة مئوية سنويًا. من ناحية أخرى، شهدت Tabuk في الشمال الغربي زيادات تدريجية أكثر قليلاً خلال نفس الفترة مع زيادة متوسط الصيف بمقدار 0.058 درجة مئوية في السنة وارتفع درجات حرارة الشتاء بمقدار 0.042 درجة مئوية في السنة. وهذا يعكس الاتجاهات الإقليمية الإجمالية في المملكة العربية السعودية ذات درجات حرارة منخفضة في الشمال ودرجات حرارة أعلى في الأجزاء الساحلية والوسطى من البلاد.

### ارتفاع منسوب البحر
تغير المناخ ودرجات الحرارة المتزايدة التي تصاحبها تؤدي إلى ذوبان الجليد وتوسيع مياه المحيط. يتجلى الجمع بين هذه العمليات في شكل ارتفاع مستوى سطح البحر، ويهدد الدول الساحلية والجزيرة في جميع أنحاء العالم. المناطق الساحلية في المملكة العربية السعودية مكتظة بالسكان، وهذه المناطق مهمة أيضًا للاقتصاد. على طول ساحل البحر الأحمر في البلاد، توجد المدن الأربع الرئيسية في تبوك والمدينة وجدة وجيزان. هذه المناطق هي موطن لعدد من المواقع الدينية والتاريخية التي هي مناطق الجذب السياحي المهمة، كما أنها تستضيف الأراضي الزراعية والرواسب النفطية والغاز الطبيعي. يمكن أن يكون ارتفاع مستوى سطح البحر في أي مكان مصحوبًا بمجموعة من العواقب البيئية السلبية. وتشمل هذه الفيضانات في المناطق الساحلية، وتآكل الشواطئ، وتلوث مصادر المياه العذبة، وملحرة التربة، وفقدان الموائل على طول السواحل. مناطق شمال وجنوب دامام في أعلى خطر الغمر في البلاد، وبالتالي، تهدد الآثار البيئية المصاحبة.

### موارد المياه

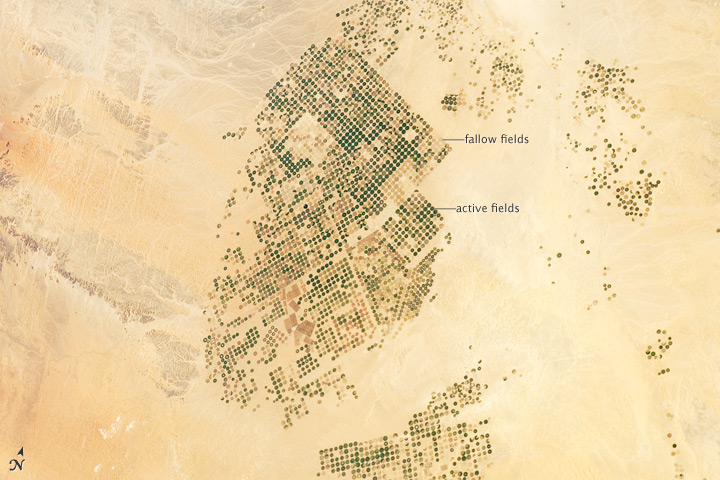
صورة مرصد ناسا الأرض لأنظمة الري في وادي سيرهان، نظام طبقة المياه الجوفية الرباعية الطويل

المملكة العربية السعودية هي دولة شبه قاحلة ذات موارد محدودة للمياه الجوفية ولا أنهار أو بحيرات طبيعية. ارتفاع درجات الحرارة وانخفاض هطول الأمطار أقل من 100 مم سنويا في السنة القليلة من موارد المياه السطحية التي توجد لتلبية احتياجات البلاد بسبب معدل التبخر أعلى من معدل هطول الأمطار. وقد تم الدافع وراء الجفاف فقط من خلال حقيقة أن التأثير الحراري من المحيطات قد حول خط الاستواء الحراري. تتكون المياه الجوفية بين 80 و 90 في المائة من استخدام المياه في المملكة العربية السعودية وتأتي من كلا الخزانات الأحفورية غير المتجددة وأجهزة طبقات المياه الجوفية الضحلة المتجددة. هناك ثمانية طبقات طبقات المياه الجوفية التي تمثل حوالي 86% من المياه غير المتجددة بينما يتم احتواء الـ 14% الأخرى داخل بقية طبقات المياه الجوفية الثانوية. هذه طبقات المياه الجوفية موجودة في الغالب في الأجزاء الشمالية والوسطى من البلاد. نظرًا لأن المياه الأحفورية غير قابلة للتجديد ويتم استخراج طبقات المياه الجوفية الضحلة المتجددة من أسرع مما يمكن أن تعيد شحنها، فمن المقدر أن تحميات المياه الجوفية ستتحول في أقل من 50 عامًا في حالة استمرار المعدلات الحالية للاستخراج.

### النظم الإيكولوجية

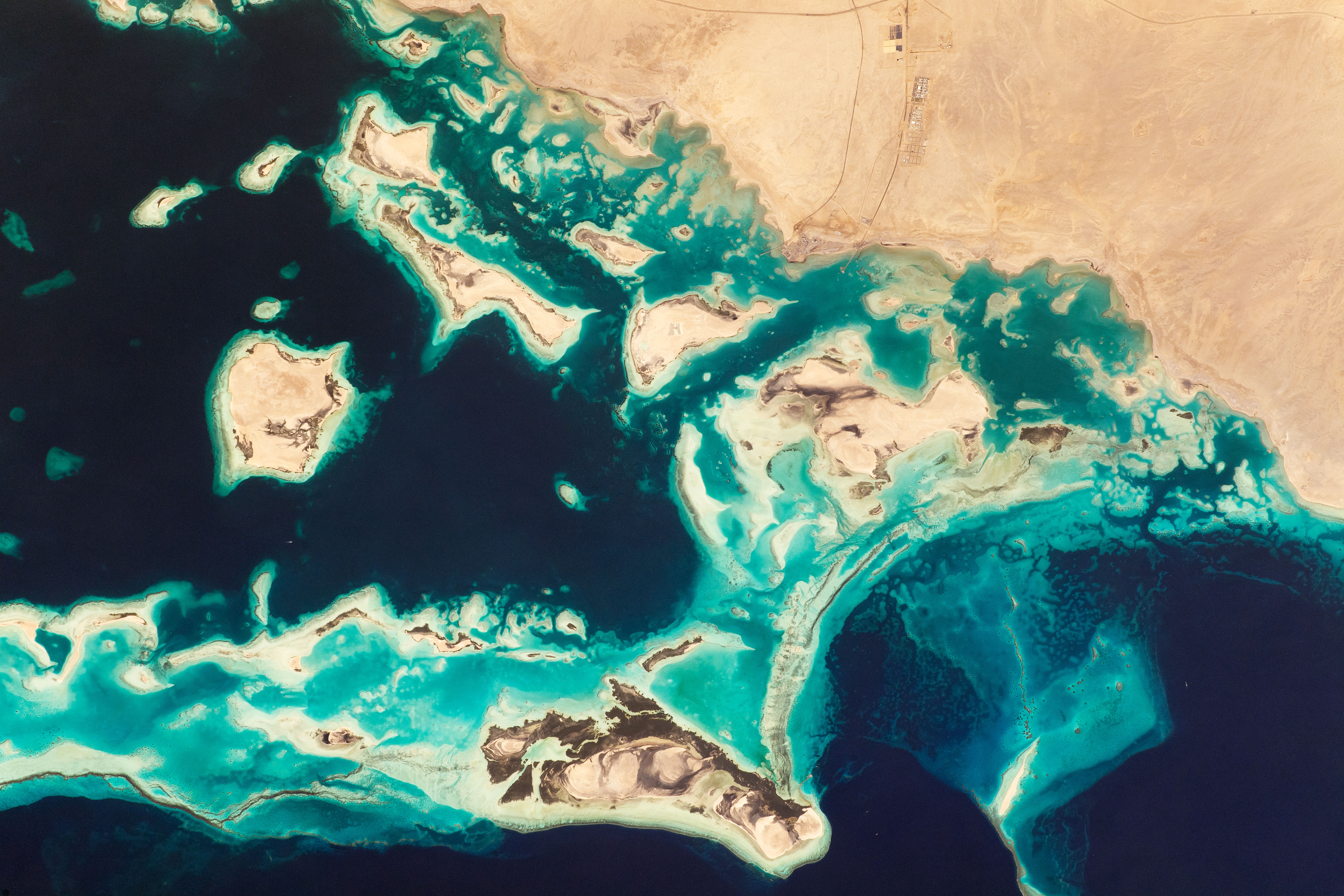
غابات البحر الأحمر من الفضاء

داخل المملكة العربية السعودية، توجد بعض الموائل البحرية الأكثر ثراءً وإنتاجية في العالم في شكل أراضيها الرطبة الساحلية. هذه النظم الإيكولوجية تعزز مصايد الأسماك الإقليمية وتربية المنازل السكان الطيور. هناك طريقتان من الطرق التي يؤثر بها تغير المناخ على الأراضي الرطبة من خلال ارتفاع درجات الحرارة والكميات المتساقطة من هطول الأمطار التي تغير هيدرولوجيا الأراضي الرطبة وتركيبات المجتمع البيئي. هناك تهديد إضافي يفرضه تغير المناخ هو ارتفاع مستوى سطح البحر الذي، عند دمجه مع الأنشطة المجسمة مثل تطوير الأراضي والتلوث، يجعل الأراضي الرطبة مثل المانغروف والمسطحات الطينية أكثر النظم الإيكولوجية تهديدًا داخل البلاد. في منطقة الخولا، التي تقع داخل الدرع العربي على طول الجانب الغربي من البلاد، تبين أن وفرة العديد من الأنواع المحلية قد انخفضت في حين أن وجود الأنواع الغازية في ارتفاع. من المحتمل أن تكون هذه نتيجة مباشرة لدرجات الحرارة المتزايدة وانخفاض مستويات هطول الأمطار التي تقلل من توفر المياه في البلاد. لذلك، لا يؤثر تغير المناخ سلبًا على النظم الإيكولوجية السعودية السعودية مع الحد من موارد المياه ولكن أيضًا مع تسهيل نمو الأنواع الغازية الضارة.

## الآثار على الناس
تقدم آثار تغير المناخ مجموعة من التحديات للصحة العامة. تعزى الزيادات في انتشار السكتة الدماغية الحرارية والأمراض المرتبطة بالحرارة في المنطقة إلى ارتفاع درجات الحرارة المرتبطة بتغير المناخ. إن التهديدات المشتركة المتمثلة في تدهور جودة الهواء، والصحافة، وتناقص موارد المياه هي مصدر قلق فوري لكل من صحة الإنسان وسبل العيش. يتوقع المزارعون انخفاضًا كبيرًا في عائدهم السنوي، والذي يعتمد على أنظمة الري المتوترة بشكل متزايد، وهو نتيجة تعزز في وقت واحد اعتماد البلاد على واردات الأغذية والتعويض عن رفاهية السكان المستضعفين من حيث الأمن الغذائي والاستقرار الاقتصادي. بسبب انتشار حشرات الحشرات وحدها، تواجه الزراعة في المملكة العربية السعودية خسارة من 12.6–20% سنويًا. هذه التحديات تزيد من انعدام الأمن الغذائي، وهي قضية ملحة بشكل متزايد بسبب النمو السكاني السريع في البلاد.
تُعد جودة الهواء في المملكة العربية السعودية من بين الأكثر تلوثًا في العالم، وتبين أنها تؤدي إلى انخفاض متوسط عمر السكان. بالإضافة إلى ذلك، فإن التغير في درجات الحرارة والرطوبة وهطول الأمطار يخلق بيئة أكثر ملاءمة للبعوض وانتشار الأمراض التي ينقلها البعوض. وبالمقارنة مع الدول الأخرى في مجلس التعاون الخليجي، فإن المملكة العربية السعودية هي الدولة الوحيدة التي سجلت زيادات في معدل الوفيات المنسوبة إلى تركيز الجسيمات في الهواء. تساهم ملوثات الهواء في المنطقة في زيادة خطر وانتشار أمراض الانسداد الرئوي المزمن وأمراض القلب الإقفارية في المملكة العربية السعودية.

## التخفيف
واحدة من القضايا الحرجة في المساهمات المحدثة على المستوى الوطني للمملكة العربية السعودية هي التنويع الاقتصادي. ينطوي التنويع الاقتصادي على توسيع المصادر الرئيسية للدخل في البلاد، والتي يتم التأكيد عليها بشدة على الدول التي تصدر للنفط والتي ستخضع لآثار سوق النفط المتطايرة. تقلب أسعار النفط الخام يؤدي إلى تفاقم ضعف المملكة العربية السعودية للضغوط التضخمية ويسهل عدم الاستقرار الاقتصادي.
عندما عقدت رئاسة مجموعة العشرين، قدمت المملكة العربية السعودية اقتصاد الكربون الدائري (CCE) كاستراتيجية للحد من انبعاثات غازات الدفيئة. يعتمد نموذج اقتصاد الكربون الدائري على مبادئ تقليل وإعادة الاستخدام أو إعادة التدوير – إنجاز انخفاض في انبعاثات الكربون من خلال إدارة الكربون كمدخل منتج أو من خلال التقاط الكربون. علاوة على ذلك، بدأت المملكة العربية السعودية في إصلاح تسعير الطاقة لتقليل الإعانات التي تعزز استهلاك الطاقة الزائد ومضاوتة مصادر طاقة أكثر استدامة. لدرع الأسر ذات الدخل المنخفض من أوجه زيادة الأسعار، نفذت المملكة العربية السعودية شكلاً من أشكال المساعدة الحكومية المعروفة باسم حساب المواطنين. علاوة على ذلك، أدخلت الحكومة السعودية رؤية 2030 في عام 2016، ووضعت العديد من أهداف الاستدامة التي ستحققها بحلول عام 2030. واصل هذا المشروع إدخال المبادرة الخضراء السعودية في عام 2021. تركز المبادرات الحالية على التثبيت، والحفظ، وتنفيذ الممارسات المستدامة في القطاعين الخاص والعام.

## التكيف
يتطلب النمو المتوقع في السكان واقتصاد الدولة التكيف في القطاعات مثل النقل والكهرباء والزراعة. ارتفاع درجات الحرارة تؤدي إلى تفاقم المخاوف المحيطة بنفايات الطاقة، في المقام الأول مع استمرار ارتفاع احتياجات التبريد في المنطقة. تواجه المملكة العربية السعودية مهمة التكيف مع إدخال إصلاحات CCE والأسعار الطاقة في القطاع الصناعي وخلق حاجة إلى بدائل محايدة للكربون. تستثمر البلاد في مشاريع الطاقة الشمسية وطاقة الرياح التي تنوي توليد نصف طاقتها من مصادر الطاقة المتجددة بحلول عام 2030 لتقليل اعتمادها على النفط. تسعى المملكة العربية السعودية إلى معالجة المخاوف المتزايدة من خلال التخطيط الحضري المعاد تصوره الذي يخصص للنقل الأكثر كفاءة وإنشاء المساحات الخضراء.

## المجتمع والثقافة
حولت آثار تغير المناخ سبل عيش أولئك في المملكة العربية السعودية. يشعر المزارعون بالقلق بشكل متزايد بشأن صلاحية محاصيلهم، مما أدى إلى تحولات إلى محاصيل أكثر استدامة وتغيير أساليب الري استجابة لنقص المياه. إلى جانب تعرض سبل العيش التقليدية، يؤثر تغير المناخ على الحفاظ على مواقع التراث الثقافية المهمة والوصول إليها. لقد أثر تتويجا لتأثيرات تغير المناخ على معدلات المرض العقلي في البلاد، مع ارتفاع الاكتئاب والقلق إلى الأسباب الرئيسية للإعاقة. لقد أثرت بداية تلوث المياه من خلال الممارسات غير المستدامة، إلى جانب تغييرات الملوحة والحموضة، على سبل عيش الصيادين وتشغيل مصايد الأسماك. تشكل اضطرابات هذه الصناعة تهديدًا لثقافة استهلاك الأسماك في المملكة العربية السعودية وتقدم إمكانية فقدان الوظائف في الخطوط التقليدية للعمل. أصبحت الآثار الملموسة لتغير المناخ في المنطقة مشكلة بالنسبة لصناعة السياحة في البلاد، لأن الزيادة في درجة الحرارة تشكل المخاطر الصحية للسياح. في المملكة العربية السعودية، يحيط الكثير من القلق بالحواجز التي تحول دون السياحة الدينية إلى مكة ومادية، والتي هي بارزة ثقافيا وروحيا.

## التعاون الدولي
إن التعاون بين المملكة العربية السعودية والأمم المتحدة من خلال إطار عمل الأمم المتحدة للتعاون في مجال التنمية المستدامة مع المملكة العربية السعودية 2022–2026 (UNSDCF) يسمح للبلاد بالالتزام بأجندة الأمم المتحدة 2030. يركز الإطار على تقديم المشورة السياسية ودعم الجهود الرامية إلى التخفيف من حدة الفقر، والنمو الاقتصادي، والاستهلاك المستدام للموارد. تساهم المملكة العربية السعودية في تطوير سوق الكربون في نيجيريا، وتسهيل العلاقات الثنائية في مجالات النفط والزراعة والبنية الأساسية.
وعلى الصعيد الإقليمي، قادت المملكة العربية السعودية إنشاء المبادرات الخضراء في السعودية والشرق الأوسط لمعالجة تغير المناخ. تهدف مبادرة الشرق الأوسط الخضراء، التي أطلقها ولي العهد، إلى خفض انبعاثات الكربون العالمية بنسبة 10% من خلال أهداف طموحة مثل زراعة 50 مليار شجرة، واستعادة 200 مليون هكتار من الأراضي، وتحقيق 50% من الطاقة المتجددة في توليد الكهرباء بحلول عام 2030، كل ذلك مع تعزيز الابتكار والتعاون الدولي لمكافحة تغير المناخ.